# Orgetoryks

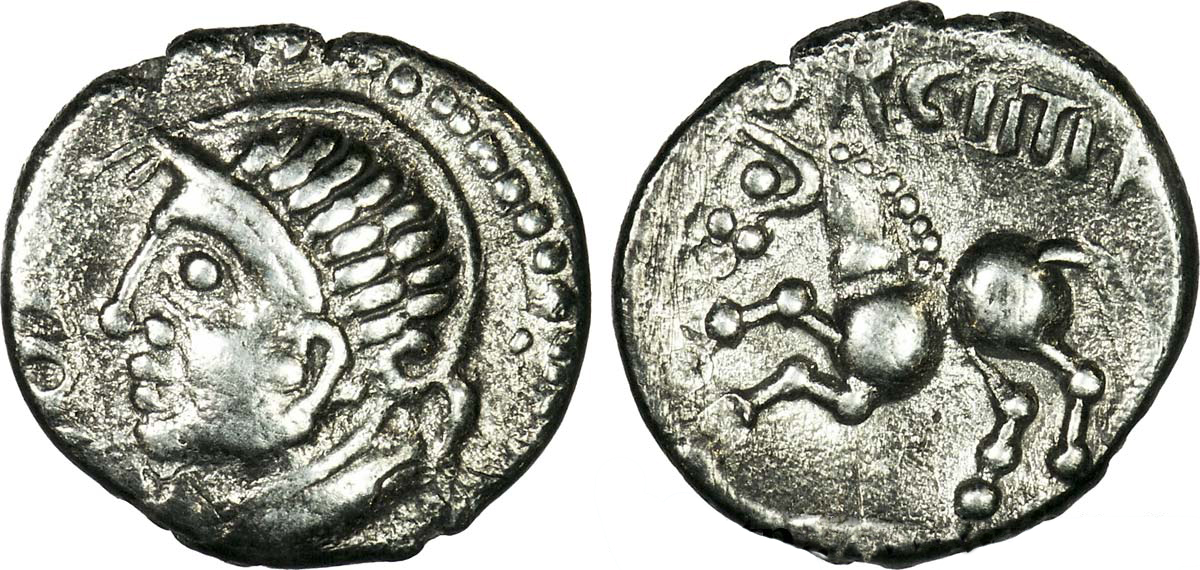
Moneta przedstawiająca Orgetoryksa

Orgetoryx (łac. Orgetorix, z celt. "król wojowników") - opisywany przez Juliusza Cezara jako "najszlachetniejszy i najbogatszy" ze swego plemienia wielmoża ze starożytnego ludu zwanego Helwetami, który w 61 p.n.e. wyszedł z propozycją planu migracji całego plemienia z rodzimych ziem (obecna Szwajcaria) do południowo-zachodniej Galii (obecna Francja). Cezar twierdził, że zjednoczenie plemienia w takim celu pomoże Orgetoryksowi zostać królem. Helwetowie, podobnie jak wiele innych plemion galijskich zrezygnowali z monarchii i byli rządzeni przez radę wodzów oraz obieralnych wodzów i urzędników. Orgetoryks pokonał wielu innych wielmożów i najwyraźniej zyskał znaczną władzę oraz wpływy, ponieważ w tym właśnie okresie były bite monety z jego imieniem zapisanym w formie ORCIITIRIX.
Orgetoryks po zdobyciu zgody wodzów plemienia udał się do innych plemion, aby uzyskać ich przyzwolenie na podjęcie wędrówki przez ich ziemie. Wśród Sekwanów zjednał sobie wodza Kastykusa, a z Eduów Dumnoryksa, a następnie przekonał ich, by sięgnęli po władzę królewską w swoich plemionach.